# قیام اسلام‌گرایان در سوریه
قیام اخوان‌المسلمین سوریه یا جنگ طولانی ترور سلسله شورش‌هایی است که توسط پیکارجویان اسلام‌گرای سنی ــ عمدتاً عضو اخوان‌المسلمین ــ از سال ۱۹۷۶ تا ۱۹۸۲ به وقوع پیوست. هدف وجودی این قیام ضدیت با سیطره همه‌جانبه حزب بعث بر ارکان دولت سوریه بود. در طی این رویدادهای خشونت‌بار، هم اسلام‌گرایان شهروندان غیرنظامی و نظامیانی را که در محل خدمتشان نبودند می‌کشتند و هم نیروهای امنیتی در حملات انتقامجویانه به قتل شهروندان غیرنظامی اقدام می‌کردند. این قیام در سال ۱۹۸۲ در کشتار حما به اوج خود رسید؛ جایی که ۱۰ تا ۴۰ هزار غیرنظامی در محاصره سربازان ارتش سوریه کشته شدند.